# François Duvalier
François Duvalier (Port-au-Prince, Haití, 14 d'abril de 1907 - ibídem, 21 d'abril del 1971) va ser el President d'Haití des de 1957 fins a la seva mort el 1971. La primera victòria de Duvalier fou en la lluita contra les malalties, que li valgué el sobrenom de "Papa Doc" ("Papa Doctor" en haitià). Es va oposar a un cop d'estat militar el 1950, i va ser elegit president el 1957 en una plataforma populista i nacionalista negre. El seu govern, basat en la purga militar, una milícia rural i l'ús del culte a la personalitat i el vudú, conduí a l'assassinat d'uns 30.000 haitians i una consegüent "fuga de cervells". Governà com a president vitalici des de 1964 fins a la seva mort el 1971, Duvalier va ser succeït pel seu fill, Jean-Claude Duvalier, anomenat "Baby Doc".

## Joventut
Duvalier va néixer a Port-au-Prince, essent fill de Duval Duvalier, un jutge de pau, i Ulyssia Abraham, una fornera. Fou criat en gran part per una tia. Va acabar la carrera de medicina de la Universitat d'Haití el 1934. Exercí com a metge de diversos hospitals locals. Va passar un any a la Universitat de Michigan estudiant salut pública. El 1943, treballà en una campanya dels EUA per controlar la propagació de malalties tropicals contagioses, ajudant els pobres per lluitar contra el tifus, el pian, el paludisme i altres malalties que assolaren Haití durant anys. Els seus pacients afectuosament l'anomenaven "Papa Doc", un sobrenom que utilitzaria durant tota la seva vida.
Afortunat en rebre educació en un país amb una baixa taxa d'alfabetització, Duvalier fou testimoni de l'agitació política del seu país. La invasió i ocupació per part del Cos de Marines dels Estats Units d'Amèrica en territori d'Haití el 1915, seguida d'una incessant violenta repressió de la dissidència política, impressionà el jove Duvalier. També era conscient del poder polític latent de la majoria pobra negra i el seu ressentiment contra la reduïda elit mulata. Duvalier s'involucrà en el moviment de l'autor haitià Dr Jean Price-Mars.
Va començar un estudi etnològic del vudú, religió oriünda d'Haití, que més tard li comportaren enormes dividends polítics. El 1938, Duvalier co-fundar la revista «Les Griots». El 1939, Duvalier es va casar amb Simone Ovide, amb qui va tenir quatre fills: Marie Denise, Nicole, Simone i Jean-Claude.

## Ascens polític
El 1946, Duvalier es va alinear amb el president Dumarsais Estimé i va ser nomenat director general del Servei Nacional de Salut Pública. El 1949, Duvalier fou nomenat Ministre de Salut i Treball, però, quan el general Paul Magloire derrocà el president Estimé en un cop d'estat, Duvalier abandonà el govern i veié forçat a la clandestinitat fins a 1956, quan es declarà una amnistia.
Al desembre de 1956, Magloire renuncià i deixà Haití que fou governat per una successió de governs provisionals. El 22 de setembre de 1957, les eleccions presidencials va enfrontar a Louis Déjoie, un mulat terratinent i empresari del nord d'Haití, contra Duvalier, que fou recolzat pels militars. Duvalier feu una campanya populista, utilitzant una estratègia "negra" atacant l'elit mulata i apel·lant a la majoria dels afro-haitiana. Descrigué al seu oponent com a part de la classe governant mulata que estava fent la vida difícil per a la majoria rural i negra del país. L'elecció resultà amb la victòria ajustada de Duvalier que derrotà Déjoie amb 678.860 vots. Déjoie aconseguí 264.830 vots i el candidat independent Jumelle aconseguí un percentatge inapreciable de l'electorat. només oponent Duvalier entre els proletaris Negre, Daniel Fignole, fou forçat a l'exili abans de les eleccions, deixant així el camí lliure a Duvalier.

## Presidència

### Consolidació del poder
Després de prendre jurament el 22 d'octubre, Duvalier, exilià la majoria dels partidaris de Déjoie i preparà una nova Constitució adoptada el 1957. El President Duvalier promogué i patrocinà membres de l'ètnia negra en l'administració pública i l'exèrcit. A mitjans de 1958, l'exèrcit, que havia donat suport anteriorment a Duvalier, l'intentà derrocar en un fallit cop d'estat. En resposta, Duvalier reemplaçà al cap de personal amb un oficial més fiable i després creà la seva pròpia base de poder dins l'exèrcit, transformant la Guàrdia Presidencial en un cos d'elit destinat a mantenir-lo en el poder. Després d'això, Duvalier reemplaçà les posicions importants de l'exèrcit amb funcionaris, de la seva lleialtat. El 1958, tres haitians exiliats i cinc nord-americans van envair Haití i tractaren de derrocar Duvalier, però els invasors van acabar sent assassinats.
El 1959, creà una milícia rural, la Milice Volontaires de la Sécurité Nationale (MVSN, en català Milícia de Voluntaris de Seguretat Nacional), coneguda com els Tonton Macoutes, terme crioll haitià per denominar l'home del sac, per ampliar i reforçar el suport del règim a tot el país. El macoutes, que el 1961 havien doblat la plantilla de l'exèrcit regular, mai es convertiren en una força militar real, tot i que era quelcom més que una simple policia secreta.
En el nom del nacionalisme, Duvalier expulsà gairebé tots els bisbes nascuts fora d'Haití, un acte que li valgué l'excomunió de l'Església Catòlica. El 1966, Duvalier aconseguí persuadir la Santa Seu perquè li permetés designar la jerarquia catòlica d'Haití. Aquesta acció consolidà el canvi en l'statu quo, Haití deixà de romandre sota el domini de la rica minoria mulata, protegida pels militars, i amb el suport de l'església. A partir d'aquest dia Francois Duvalier exercí tot el poder a Haití.

## Atacs de cor i l'assumpte Barbot
El 24 de maig de 1959, Duvalier va patir un atac de cor, possiblement com a resultat d'una sobredosi d'insulina, era diabètic des de la joventut i també patia malalties cardíaques i problemes circulatoris associats. Durant aquest atac al cor estigué inconscient durant nou hores; molts van creure que havia sofert danys neurològics  associats durant aquest episodi que afectaren la seva salut mental tornant-lo paranoic.
Mentre es recuperava, Duvalier deixà el poder en mans de Clement Barbot, cap dels Tonton Macoutes. Al seu retorn, Duvalier acusà a Barbot de tractar de suplantar-lo en la presidència i l'empresonà. L'abril de 1963, Barbot fou alliberat i començà a conspirar per eliminar Duvalier del seu càrrec, segrestant els seus fills. El pla va fracassar i Duvalier posteriorment ordenà la persecució de Barbot i els seus companys de conspiració. Quan durant la persecució se li digué a Duvalier que Barbot s'havia transformat en un gos negre, Duvalier va ordenar matar tots els gossos negres d'Haití. Barbot fou capturat i afusellat pels Tonton Macoutes el juliol de 1963. En un altre succés, Duvalier ordenà que el cap d'un rebel executat fos conservat en gel i el portava sempre amb ell per permetre comunicar-se amb l'esperit de l'home mort.

## Canvis constitucionals
El 1961, començà a violar les disposicions de la Constitució de 1957: en primer lloc substituí la legislatura bicameral amb un òrgan unicameral. Llavors convocà una nova elecció presidencial en la qual ell era l'únic candidat, encara que el seu mandat havia d'expirar el 1963 i la Constitució en prohibia la reelecció. L'elecció fou flagrantment manipulada, el recompte fou xifrat en 1.320.748 vots pel sí a un nou mandat de Duvalier i cap en contra. En escoltar els resultats, Duvalier va proclamar: "Accepto la voluntat de la gent. Com a revolucionari, no tinc dret a menysprear la voluntat del poble."
El New York Times va comentar: "Amèrica Llatina ha estat testimoni de moltes eleccions fraudulentes al llarg de la seva història, però cap ha estat més escandalosa que la que acaba de tenir lloc a Haití". El 14 de juny de 1964, va convocar un referèndum constitucional encara més descaradament manipulat aconseguint el títol de "president vitalici", un títol anteriorment en mans de set presidents d'Haití. Un inversemblant 99,9% votà a favor, de fet, tots els vots foren prèviament marcats amb el "sí." El nou document atorgà Duvalier o "Le Souverain", obtenint poders absoluts-, així com el dret de designar al seu successor.

## Afers exteriors

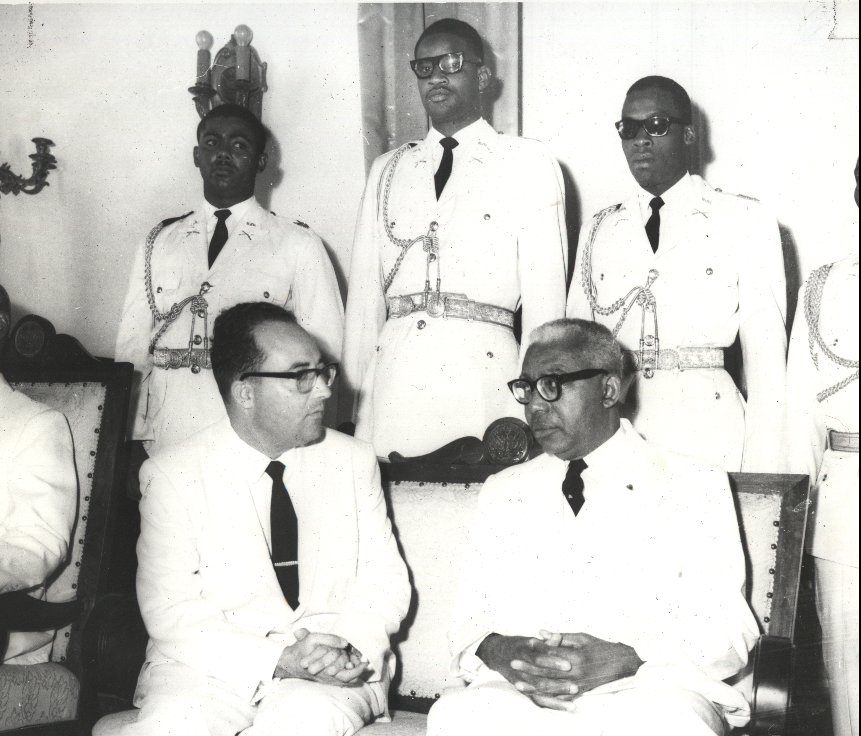
Duvalier i Joel Barromi delegat israelià a Haití (1963)

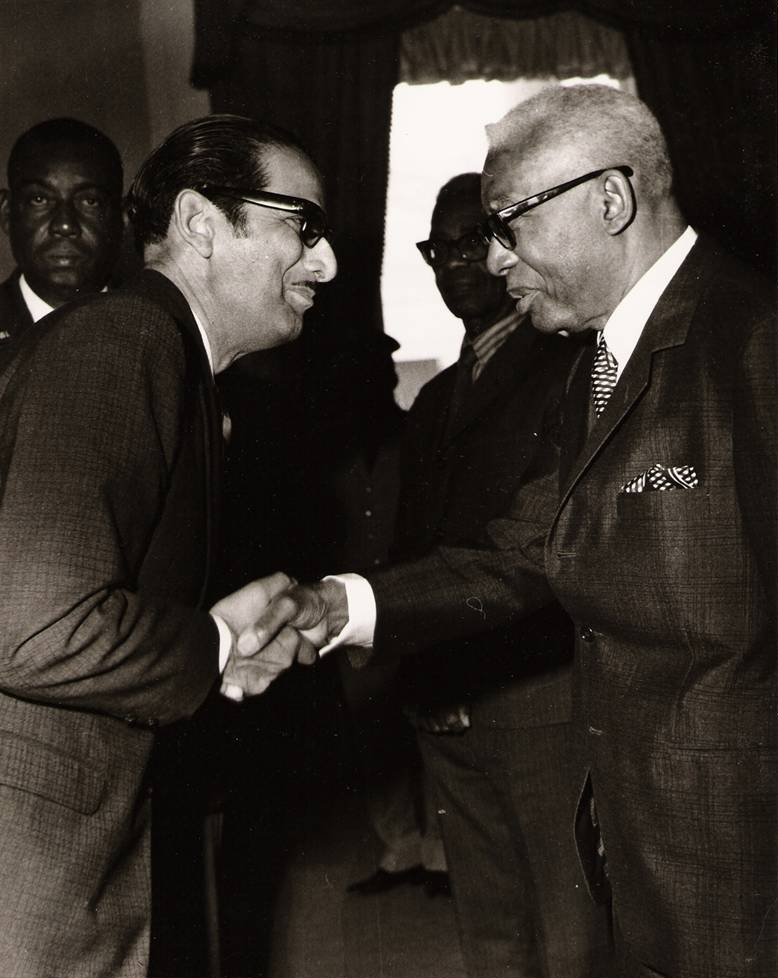
Duvalier saludant l'ambaixador de Guatemala David Tercero Castro (1968).

La seva relació amb els Estats Units va ser difícil. En la seva joventut, Duvalier reprengué sovint els Estats Units per les seves relacions d'amistat amb el dictador dominicà Rafael Trujillo (mort el 1961). L'administració Kennedy (1961-1963) estava particularment molesta pel govern repressiu i autoritari de Duvalier i l'acusà del fet que les ajudes eren objecte d'apropiació indeguda de diners, llavors una part substancial del pressupost d'Haití, i una missió dels marines per entrenar els Tonton Macoutes. Actuant sobre els càrrecs, Washington va tallar la major part de la seva ajuda econòmica a mitjan 1962, en espera de procediments de comptabilitat més estrictes que Duvalier es negà a acceptar. Duvalier renuncià públicament a tots els ajuts de Washington per motius nacionalistes, retratant-se com un "oponent a la dominació d'una gran potència."
Duvalier sostregué milions de dòlars d'ajuda internacional, incloent 15 milions de dollars anuals dels EUA. Transferí aquests diners a comptes personals. Un altre dels mètodes de Duvalier per obtenir moneda estrangera va ser per a obtenir préstecs de l'exterior, incloent 4 milions de dòlars de la Cuba del president Fulgencio Batista.
Després de l'assassinat de Kennedy el 22 de novembre de 1963, que Duvalier afirmà més tard com el resultat d'una maledicció que ell mateix havia conjurat, els EUA disminuïren la seva pressió sobre Duvalier, de mala gana accepta a Duvalier com un baluard contra el comunisme. Duvalier explotà hàbilment les tensions entre els Estats Units i Cuba, destacant les seves credencials anti-comunistes i la ubicació estratègica d'Haití com un mitjà de guanyar el suport dels EUA:
| « | El comunisme ha establert centres d'infecció... Cap àrea del món és tan vital per a la seguretat americana com el Carib... Necessitem una injecció massiva de diners per restablir el país sobre els seus peus, i aquesta injecció només pot venir del nostre gran i capaç amic i veí dels Estats Units. | » |

Duvalier enfurí a Fidel Castro de Cuba pel vot en contra del país en la reunió de l'Organització dels Estats Americans, i posteriorment a l'Organització de les Nacions Unides on s'imposà l'embargament comercial a Cuba. Cuba respongué a la ruptura de relacions diplomàtiques i Duvalier a conseqüència instituí una campanya per a lliurar a Haití dels comunistes.
Les relacions de Duvalier amb la veïna República Dominicana foren sempre tenses: en els seus primers anys, Duvalier va posar èmfasi en les diferències entre els dos països. L'abril de 1963 les relacions fregaren la guerra per l'enemistat política entre Duvalier i el president dominicà Juan Bosch. Bosch, un socialdemòcrata, donà d'asil i suport als exiliats haitians que conspiraren contra el règim de Duvalier. Duvalier ordenà a la seva guàrdia presidencial que ocupessin l'ambaixada dominicana a Petionville, amb vista a detenir a un oficial de l'exèrcit suposadament involucrat en l'afer Barbot per a segrestar als fills de Duvalier. El president dominicà reaccionà amb indignació, amenaçà públicament d'envair Haití, i envià unitats de l'exèrcit a la frontera. No obstant això, com que els comandants militars dominicans expressaren poc suport per a una invasió d'Haití, Bosch s'abstingué de la invasió i es conformà amb una mediació de la OEA.
Duvalier també donà suport als ideals panafricans.

## Política interna

### Repressió
El govern de Duvalier aviat fou acusat de ser un dels més repressius en l'hemisferi. Al país, Duvalier utilitzat tant l'assassinat polític i l'expulsió per eliminar els seus oponents, les estimacions de morts s'acosten a 30.000. Els atacs contra Duvalier des de dins de les forces armades van ser tractats com especialment greus. Quan foren detonades bombes prop del Palau Presidencial de Port-au-Prince el 1967, residència de Duvalier, amb dinou funcionaris de la Guàrdia Presidencial a Fort Dimanche. Uns dies més tard Duvalier feu un discurs públic en el que va llegir el "full d'assistència" amb els noms dels dinou oficials morts. Després de sentir cada nom deia "absent". Després de llegir tota la llista de Duvalier va comentar: "Tots han estat disparats."
Els comunistes haitians, coneguts i sospitosos, s'endugueren la pitjor part de la repressió del govern d'Haití. Duvalier els utilitzà com a ase dels cops del seu règim tant com un mitjà per assegurar el suport dels EUA com un baluard contra la Cuba castrista i per principis: Duvalier conegué les idees d'esquerra i comunistes durant la seva joventut i les rebutjà. El 28 d'abril de 1969, Duvalier instituí una campanya per desfer a Haití de tots els comunistes, es promulgà una llei que estipulava que "les activitats comunistes, amb independència de la seva forma, es declaren delictes contra la seguretat de l'Estat", i prescrivint la pena de mort per a les persones processades en virtut d'aquella llei.

## Polítiques socials i econòmiques
Duvalier usà la intimidació, la repressió i el patrocini per suplantar les antigues elits mulates amb una nova elit de la seva pròpia creació. La corrupció, en forma de suborn, l'extorsió de les empreses nacionals, i el robatori de fons del govern, enriquí als col·laboradors més propers del dictador. La majoria d'aquests partidaris en el poder suficient perquè puguin intimidar els membres de l'antiga elit que foren gradualment cooptats o eliminats.
Els professionals liberals fugiren en massa d'Haití a Nova York, Miami, Mont-real, París, i diversos països africans de parla francesa, el que agreujà la ja greu manca de metges i mestres. Alguns dels professionals altament qualificats s'uniren a les files de diverses agències de l'ONU per treballar en el desenvolupament en les noves nacions independents, com ara Costa d'Ivori i Congo. El país mai es recuperà d'aquesta fuga de cervells.
El govern confiscà als camperols la tinença de la terra que s'adjudicava als membres de la milícia, que oficialment no tenien salari i es guanyaven la vida a través de la delinqüència i l'extorsió. Els desposseïts es va inflar els barris baixos fugint a la capital per buscar els escassos ingressos alimentar-se a si mateixos. desnutrició i la fam es va convertir en endèmica. La major part dels diners que l'ajuda concedida a Haití fou gastat indegudament.
No obstant això, Duvalier va comptar amb el suport significatiu entre la majoria de la població negre i rural d'Haití que va veure en ell un defensor de les seves reivindicacions contra l'elit mulata històricament dominant. Durant els seus catorze anys en el poder, creà una important classe mitjana negra, principalment a través del patrocini del govern. Duvalier també inicià el desenvolupament de l'aeroport Mais Gate, ara conegut com a Aeroport Internacional Toussaint Louverture.

## Culte a la personalitat i vudú
Duvalier fomentà un culte a la personalitat al voltant d'ell, dient que era l'encarnació física de l'illa. Reviscolà les tradicions de vudú, més tard utilitzar-les per consolidar el seu poder, afirmant ser ell mateix un houngan o sacerdot vudú. En un esforç per fer-se encara més imponent, Duvalier deliberadament modelà la seva imatge en la del Baró Samedi. Sovint vestia ulleres de sol per ocultar els seus ulls i parlava amb un to nasal fortament associat als lwas, esperits intermediàris entre la humanitat i Bondye, ésser suprem de la religió vudú. La propaganda del règim de Duvalier arribà a afirmar que "Papa Doc: era un amb els lwas, Jesucrist, i Déu mateix". La imatge més cèlebre de l'època mostrava a Jesúcrist amb la mà sobre l'espatlla de Papa Doc que estava assegut amb la llegenda "L'he escollit a ell". Hi va haver fins i tot una variant duvalierista de l'Oració del Senyor.
Duvalier també conservà al seu armari el cap del seu antic rival Philogenes Blucher que l'intentà derrocar el 1963.

## Mort i successió
Duvalier exercí el control d'Haití fins a la seva mort a principis de 1971. El seu fill de 19 anys, Jean-Claude Duvalier, anomenat "Baby Doc" el succeí com a president.